# Cantón de Martigues-Oeste
El cantón de Martigues-Oeste era una división administrativa francesa, que estaba situada en el departamento de Bocas del Ródano y la región de Provenza-Alpes-Costa Azul.

## Composición
El cantón estaba formado por una comuna, más una fracción de la comuna que le daba su nombre:
- Martigues (suprimido)
- Port-de-Bouc

## Supresión del cantón de Martigues-Oeste
En aplicación del Decreto n.º 2014-271 de 27 de febrero de 2014, el cantón de Martigues-Oeste fue suprimido el 29 de marzo de 2015 y sus 2 comunas pasaron a formar parte del nuevo cantón de Martigues.